# 柴田義董
柴田 義董（しばた ぎとう、安永9年〈1780年〉 - 文政2年4月2日〈1819年4月25日〉）は、江戸時代後期の四条派の絵師。義董は名で、字は威仲、号は琴緒、琴海、琴江など。通称喜太郎、戯れに喜多楼。

## 略歴
備前国邑久郡尻海字奥谷（現在の岡山県瀬戸内市邑久地区）で廻船業を営む奥屋十兵衛慰徳の子として生まれる。尻海は錦海湾の湾口に位置する古くからの港町で、江戸時代には備前米の積出港として栄え、廻船問屋が軒を連ねていた。父は同郡本庄村の出身で、柴田氏を継ぎ、後に岡山京橋を独力で架けたと伝えられるほどの富豪だった。
幼少から呉春に画法を学び、富小路四条北に居を構えている。若くして四条派の画法を究め、人物・花鳥・走獣など幅広い画域を誇ったが、特に人物画を得意とした。洛中でも「花鳥は景文、山水は豊彦、人物は義董」と評された。同じ岡山出身の岡本豊彦が、呉春の作品全てを模して自作の参考にしたと伝えられるのに対し、義董は記憶力が抜群で粉本を用いず、古画の写しなども少しも蓄えなかったと記されており（『古画備考』田中千春話）、早熟の天才型だったと思われる。
京都を本拠地とする一方、故郷の岡山でも活躍し多くの作品が残る。40歳で死去し、下京の長講堂に葬られたとされるが、現在は確認できない。門弟に子で岡本豊彦に師事した柴田義峰、白神皞々、小野雲鵬、大原呑舟、片山信成などで、倉敷周辺出身者が多い。他に鳥取藩家老の陪臣だった青木図書がおり、そこから菅盛南、菅楯彦と画系が続いている。

## 代表作
| 作品名               | 技法             | 形状・員数     | 寸法（縦x横cm）   | 所有者             | 年代                | 落款                          | 備考                                                                         |
| -------------------- | ---------------- | -------------- | ----------------- | ------------------ | ------------------- | ----------------------------- | ---------------------------------------------------------------------------- |
| 蓮台寺障壁画         |                  | 約50面         |                   | 蓮台寺             | 1809年（文化6年）頃 |                               | 内訳は「牡丹に唐獅子」（板地著色、杉戸12面）などで、同作は倉敷市指定文化財。 |
| 群仙図巻             | 紙本淡彩         | 1巻            | 45.2x1392.2       | 岡山県立美術館寄託 | 1811年（文化8年）   |                               |                                                                              |
| 西園雅集図           | 紙本淡彩金銀砂子 | 襖4面          | 172.3x112.0（各） | 岡山県立美術館     | 1811年（文化8年）頃 |                               |                                                                              |
| 南天図               | 紙本著色         | 1面            |                   | 宮津市・智源寺     | 1811年（文化8年）頃 | 款記「義董」/「義董」朱文方印 | 本堂天井画20面のうちの1つ。                                                  |
| 唐人物図屏風         | 絹本著色         | 六曲一双押絵貼 | 127.1x52.5（各）  | 岡山県立美術館     |                     |                               |                                                                              |
| 猿図                 | 絹本墨画淡彩     | 1幅            |                   | 岡山県立美術館     |                     |                               |                                                                              |
| 鹿図屏風（左隻右隻） | 紙本金地著色     | 六曲一双       |                   | 東京国立博物館     |                     |                               |                                                                              |
| 山水人物図屏風       | 紙本淡彩         | 六曲一双       | 128.4x310.2（各） | 養父市・山路寺     |                     |                               |                                                                              |

## 参考資料
- 源豊宗監修　佐々木丞平編　『京都画壇の一九世紀 第2巻 文化・文政期』 思文閣出版、1994年 ISBN 4-7842-0838-0
- 展覧会図録 『開館記念 岡山の絵画500年 ─雪舟から国吉まで─』 岡山県立美術館、1988年